# Ключ 16
Ключ 16 (кит.: 几; Юнікод: і U+51E0) — ієрогліфічний ключ. Один із двадцяти трьох, що записується двома рисками.

## Назви
- кит.: 几字頭, jīzìpáng, цзіжіпан (ключ «піствака»).
- кор. 안석궤부, anseok gwebu, ансок квебу (ключ «крісло»)
- яп. つくえ, цукуе (ключ «стіл»)

## Ієрогліфи
| Риски | Ієрогліфи   |
| 0     | 几          |
| + 1   | 凡 凢 凣    |
| + 2   | 凤          |
| + 3   | 凥 処 凧    |
| + 4   | 凨 凩 凪 凫 |
| + 5   | 凬          |
| + 6   | 凭 凮 凯    |
| + 7   | 巬          |
| + 9   | 凰          |
| + 10  | 凱 凲       |
| + 12  | 凳 凴       |